# Informationstechnologie für die Automobilindustrie
Die Informationstechnologie für die Automobilindustrie (ITA) ist ein Wirtschaftsverband der internationalen Automobilindustrie mit dem Schwerpunkt Informationstechnologie.
Der Verband mit Sitz in Berlin wurde am 14. März 2000 gegründet. Ziel ist, den Informationsfluss zwischen den Automobilherstellern und -zulieferern einerseits und den IT-Unternehmen andererseits zu verbessern; zurzeit liegt der Schwerpunkt auf der Analyse der Logistik der Lieferketten.
Im Augenblick sind mehr als 50 „namhafte“ Unternehmen der IT-Branche mit diversen Kernkompetenzen in der ITA vertreten. Diese zeichnen sich durch detaillierte Kenntnisse der Geschäftsprozesse der Automobilindustrie aus. Sie sind auch in der Lage, deren speziellen Anforderungen IT-technisch umzusetzen oder beratend zu unterstützen.
Die Mitgliedsunternehmen im Jahre 2005 erwirtschafteten einen Umsatz von ca. 50 Milliarden Euro und beschäftigen ca. 350.000 Mitarbeiter.
Der Verband wirkt in internationalen Gremien und Arbeitsgruppen mit, zum Beispiel ODETTE, AIAG und OAGIS. Es wird beabsichtigt, Know-how und Kompetenz zu übertragen, nationale und europäische Interessen mitzugestalten sowie IT-gestützte Prozesse der Automobilindustrie insgesamt effektiver und transparenter umzusetzen.